# Partido Popular (Georgia)
El Partido Popular (en georgiano: ხალხის პარტია) es un partido político conservador de Georgia fundado en marzo de 2006.

## Historia
El partido fue fundado el 12 de marzo de 2006 por Asmat Muradashvili, Giorgi Odzeli, Kajaber Firuashvili, David Kvachadze, Yumber Tavartkiladze, Roin Jizyakadze y Akaki Panchulidze. El primer congreso del partido se celebró el 9 de junio de 2007, y eligió a Koba Davitashvili como presidente y a Asmat Muradashvili como secretario ejecutivo.
El Partido Popular participó activamente en las elecciones junto con los partidos del Consejo Nacional Unido, tras lo cual se convirtió en un partido cualificado tras las elecciones parlamentarias de 2008. 
En 2008, Koba Davitashvili, candidato a las elecciones parlamentarias por el distrito de Zugdidi, se convirtió en candidato mayoritario. 
En 2011, el partido político Partido Popular decidió por unanimidad que Koba Davitashvili fuera elegido en la lista electoral de Sueño Georgiano, tras lo cual Koba Davitashvili se convirtió en miembro del Parlamento de Georgia en las elecciones de octubre de 2012. A nivel interno, Koba Davitashvili fue reemplazado por el miembro del consejo político Kajaber Firuashvili. Koba Davitashvili abandonó el parlamento y se presentó a la presidencia en las elecciones presidenciales de 2013 y dejó el partido en abril de 2014. El 27 de junio de 2015, el Partido Popular eligió a Aleksandr Shalaberidze, quien falleció repentinamente el 1 de julio de 2015. El 21 de enero de 2017, el Partido Popular celebró un congreso extraordinario y Aleksandre Kobaidze fue elegido presidente del partido.

## Resultados electorales

### Elecciones parlamentarias
| Elección | Votos     | %     | Representantes | +/–   | Posición | Coalición              | Candidato           |
| -------- | --------- | ----- | -------------- | ----- | -------- | ---------------------- | ------------------- |
| 2008     | 314.668   | 17,73 | 17/150         |       | 2.º      | Consejo Nacional Unido | Koba Davitashvili   |
| 2012     | 1.181.862 | 54,97 | 1/150          | Nuevo | 1.º      | Sueño Georgiano        | Koba Davitashvili   |
| 2020     | 1.005     | 0,05  | 0/150          | 1     | 39.º     |                        | Aleksandre Kobaidze |

### Elecciones presidenciales
| Elección | Votos | %    | Candidato         | +/–   | Posición |
| -------- | ----- | ---- | ----------------- | ----- | -------- |
| 2013     | 9.838 | 0,60 | Koba Davitashvili | Nuevo | 6.º      |